# Едіна Алвес Батіста
Едіна Алвес Батіста (порт. Edina Alves Batista нар. 10 січня 1980) — бразильська футбольна арбітриня.

## Кар'єра
Відсудила два матчі жіночого Кубка Америки 2018 року, а наступного року відпрацювала на жіночому чемпіонаті світу 2019 року, включаючи півфінал між Англією та США.
У травні 2019 року стала першою жінкою-арбітром з 2005 року, яка відсудила матч чоловічої бразильської Серії А
У 2020 році вона була однією з арбітринь жіночого чемпіонату Південної Америки до 20 років, який проходив в Аргентині, а на початку наступного була включена до заявки головних арбітрів чоловічого клубного чемпіонату світу в Катарі.